# Nauvoo (Illinois)
Nauvoo (em hebraico: נָאווּ, que significa "A bela") é uma cidade localizada no estado norte-americano de Illinois, no Condado de Hancock.

## História
Nauvoo foi uma cidade fundada por mórmons, em 1839, no estado de Illinois (EUA).[carece de fontes?]
Por causa das perseguições no estado de Missouri, adeptos do mormonismo mudaram-se a 320 quilômetros na direção nordeste, do outro lado do Rio Mississipi, já no estado de Illinois, onde encontraram condições mais favoráveis.[carece de fontes?] Com o tempo, os colonos compraram terrenos perto da cidade ainda pouco desenvolvida de Commerce. Essas terras eram praticamente um ermo pantanoso, com algumas poucas construções rudimentares.[carece de fontes?] Os colonos drenaram a terra e ali estabeleceram os seus lares. Joseph Smith mudou-se com sua família para uma pequena cabana de troncos[carece de fontes?]. O nome de Commerce foi mudado para Nauvoo, palavra derivada do hebraico, que significa “bela”,[carece de fontes?] uma anglicanização do termo em hebraico sefardita significa formosa ou bela, em referência a passagem bíblica de Isaías 52:7, " Quão formosos [belos] são, sobre os montes, os pés do que anuncia as boas novas, que faz ouvir a paz, do que anuncia o bem, que faz ouvir a salvação, do que diz a Sião: O teu Deus reina! (Almeida Revista e Corrigida).
O segundo templo dos Santos dos Últimos Dias foi erguido lá e, posteriormente, destruído, quando os mórmons foram expulsos de Nauvoo.[carece de fontes?]
Em 2002, o templo de Nauvoo foi reconstruído tendo como modelo o templo original e, hoje, funciona normalmente.

## Demografia
Segundo o censo americano de 2000, a sua população era de 1 063 habitantes.
Em 2006, foi estimada uma população de 1 162, um aumento de 99 (9,3%).

## Geografia
De acordo com o United States Census Bureau tem uma área de
12,5 km², dos quais 8,8 km² cobertos por terra e 3,7 km² cobertos por água. Nauvoo localiza-se a aproximadamente 198 m acima do nível do mar.

## Localidades na vizinhança
O diagrama seguinte representa as localidades num raio de 20 km ao redor de Nauvoo.